# Tocilizumab
Wikipédia ne donne pas de conseils médicaux ou sanitaires. Cet article est susceptible de contenir des informations obsolètes ou inexactes. Seul un professionnel de la santé est apte à vous fournir un avis médical, et seules les autorités sanitaires de votre pays sont compétentes pour donner des consignes de santé publique relatives à la pandémie de Covid-19.
Le tocilizumab est un anticorps monoclonal humanisé qui bloque l’action des récepteurs de l’interleukine 6. Il est utilisé pour son action immunosuppressive dans le traitement de la polyarthrite rhumatoïde (PAR).
Lors de la pandémie de Covid-19, il est évalué comme moyen de lutter contre la « tempête de cytokine » qui est une cause importante de mortalité chez les patients sévèrement touchés par cette maladie. Des études contradictoires sont publiées, certaines montrant que le tocilizumab n'améliore pas le pronostic de la maladie et d'autres plus optimistes conduisant en janvier 2021 le régulateur britannique MHRA à autoriser provisoirement son utilisation à l'hôpital contre les formes graves de Covid-19, suivi par la FDA aux Etats-Unis en juin 2021. Enfin, l'Agence Européenne des Médicaments lance une évaluation du médicament le 16 août 2021 et l'autorise le 6 décembre.

## Nom commercial
Le tocilizumab est commercialisé aux États-Unis sous le nom d'Actemra par Genentech, et en France sous le nom de RoActemra par Roche Chugai,, depuis décembre 2009.

## Mécanisme d’action
L’interleukine-6 joue un rôle dans l’apparition de l’inflammation et est présente à des taux élevés chez les patients atteints de polyarthrite rhumatoïde (PR). En empêchant l’interleukine-6 de se fixer sur ses récepteurs, le tocilizumab réduit l’inflammation et les autres symptômes de la PR.

## Indication
Le tocilizumab est indiqué dans le traitement de la polyarthrite rhumatoïde active, modérée à sévère, chez les patients adultes, en association avec le méthotrexate en cas de réponse inadéquate ou intolérance à au moins un traitement de fond (DMARDs), réponse inadéquate ou intolérance à au moins un antagoniste du facteur de nécrose tumorale (anti-TNF) ou en monothérapie en cas d'intolérance au méthotrexate ou lorsque la poursuite du traitement par méthotrexate est inadaptée chez ces patients.
Il est indiqué dans les stratégies d'épargne en corticoïdes, notamment au cours de l'artérite à cellules géantes ou de la pseudo-polyarthrite rhizomélique.

## Posologie
La posologie usuelle de tocilizumab est de 8 milligrammes (mg) par kilogramme (kg) de poids corporel. Le médecin peut adapter cette posologie dans certaines situations.
Le tocilizumab est administré, une fois toutes les 4 semaines, dans une veine (perfusion intraveineuse) pendant une heure.

## Efficacité

### Dans la polyarthrite rhumatoïde
Le tocilizumab a fait l’objet de cinq études principales, le comparant au méthotrexate auxquelles ont participé au total plus de 4 000 adultes souffrant de polyarthrite rhumatoïde modérée à sévère. Quatre études ont comparé le tocilizumab associé au méthotrexate, à un placebo associé au méthotrexate,,,, et la cinquième étude a comparé le tocilizumab administré seul au méthotrexate. Le tocilizumab s’est avéré plus efficace que les médicaments de comparaison s’agissant de la réduction des symptômes de la polyarthrite rhumatoïde. Dans trois études concernant des patients ayant présenté une réponse insuffisante au méthotrexate ou à d'autres traitements classiques de la polyarthrite rhumatoïde, les patients ayant ajouté le tocilizumab à la dose approuvée avaient une probabilité environ quatre fois plus élevée de répondre au traitement que ceux ayant ajouté le placebo. À 6 mois, un tiers des patients étaient en rémission de leur maladie. Dans la quatrième étude incluant des patients qui avaient présenté une réponse insuffisante aux inhibiteurs du TNF, les patients ayant reçu le tocilizumab associé au méthotrexate avaient une probabilité de réponse près de neuf fois plus élevée que ceux ayant reçu le placebo. Comme chez les patients en échec de DMARD, un tiers des patients étaient en rémission après 6 mois
La cinquième étude a montré que les patients qui ont reçu le tocilizumab seul avaient une probabilité de réponse supérieure à celle des patients traités par le méthotrexate seul.
Les études à long terme ont montré que la réponse au tocilizumab passe de 33 % à 6 mois à 48 % à 1 an, pour atteindre 65 % de rémission à 2 ans.
En comparaison avec l'adalimumab, le tocilizumab améliore significativement l'activité de la maladie, mais sans s'avérer être meilleur du point de vue de la qualité de vie ou des effets secondaires.
On utilise la molécule dans des médicaments qui servent depuis 2010 à traiter 10 000 des 200 000 personnes en France souffrant de polyarthrite rhumatoïde.

### Dans la maladie de Horton
Dans la maladie de Horton, en association avec les corticoïdes, il entraîne un risque de rechute moindre.

### Dans la maladie à coronavirus-2019
La Commission nationale chinoise de la santé a inclus l'utilisation du tocilizumab dans les lignes directrices pour le traitement des patients atteints de nouveau du coronavirus (Covid-19). En mars 2020, la Chine a approuvé le tocilizumab pour le traitement de l'inflammation chez les patients atteints du coronavirus SARS-CoV-2. 
La partie européenne de la recherche sur le tocilizumab (qui semble avoir un effet positif sur le nombre de décès liés à la Covid-19) est coordonnée par le centre hospitalier universitaire d'Utrecht, aux Pays-Bas.
Le 26 mars 2020, en Sicile, en pleine pandémie de Covid-19, l'infectiologue Antonella Franco, directrice du service des maladies infectieuses de l'hôpital Umberto I de Syracuse déclare que les protocoles thérapeutiques suggérés par les directives Simit, concernant l'utilisation expérimentale du tocilizumab, ont permis de soigner 14 patients dont 2 dévoilent des écouvillonnages négatifs répétés après 24 heures et la rémission de la symptomatologie 14 jours plus tard. Six autres patients récupérés cliniquement, dont certains ont pu retourner au domicile et 8 autres envoyés au centre Covid-19 de Noto, ont démontré « une nette rémission de la symptomatologie avec disparition de la toux, fièvre, dyspnée et amélioration de la saturation en oxygène et sont proches de la décharge. »
Pour l'expérimentation de ce médicament, il existe désormais un protocole de l'Agence italienne pharmaceutique, AIFA intitulé « Étude multicentrique sur l'efficacité et la tolérance au tocilizumab dans le traitement des patients atteints de pneumonie au Covid-19 » enregistré au nom de l'Institut national du cancer, IRCCS, fondation G. Pascale de Naples.
Le 6 juillet 2021, le tocilizumab est recommandé par l'OMS en complément de la dexaméthasone dans les formes sévères de la maladie. Leur association permet une amélioration de la mortalité à 28 jours, qui passe de 25 % à 21 %.

#### Essais cliniques
La plateforme CORIMUNO-19 a été conçue et rapidement mise sur pied pour permettre de tester l'efficacité et la tolérance de divers médicaments immuno-modulateurs et d'autres traitements chez les patients adultes avec infection à la maladie à coronavirus 2019 sévère, grâce à une série d'essais randomisés contrôlés multicentriques, qui ont débuté le 27 mars 2020. Le but de l'essai clinique multicentrique randomisé contrôlé ouvert baptisé Corimuno-Toci est de vérifier si un immunosuppresseur permet de prévenir les orages cytokiniques,,.
Le 27 avril 2020, la direction des Hôpitaux de Paris annonce prématurément avoir mené un essai clinique de quatorze jours avec des résultats encourageants concernant le traitement des cas graves du Covid-19 avec le tocilizumab. Les résultats officiels « très positif » n'ont pas été détaillés par l'Assistance publique-hôpitaux de Paris (AP-HP), ce que Le Figaro déplore : ils sont encore en attente de publication dans une revue scientifique,. En un mois, 129 patients hospitalisés en raison d’une infection moyenne ou sévère au Covid-19 sont entrés dans l'essai et 65 ont reçu du tocilizumab contre 64 recevant le seul traitement habituel (oxygène, antibiotiques). Le tocilizumab bien que « prometteur » n'est pas exempt de risque du fait d'effets secondaires. À l'hôpital Foch de Suresnes, ce sont 30 patients de moins de 80 ans qui auraient reçu la molécule, avec une « nette réduction » du recours à la ventilation mécanique et un taux de survie plus élevé.
Mais le Canard Enchaîné annonce le 6 mai que le comité de surveillance de cet essai clinique a démissionné en manifestant « sa profonde réserve sur les résultats communiqués » et regrettant « de nombreux dysfonctionnements » dans la conduite de l'étude,. L’AP-HP a nommé un nouveau comité de surveillance de Corimuno.
Le 20 octobre 2020, l'équipe chargée de l'essai clinique indique que les résultats définitifs de cet essai confirment les résultats préliminaires communiqués le 27 avril 2020. Les résultats, publiés dans la revue JAMA Internal Medicine, indiquent que le tocilizumab limite l’aggravation et la nécessité de transfert en réanimation des patients atteints de pneumonie COVID-19 modérée à sévère.
Une autre étude publiée en janvier 2021 portant sur 389 patients montre que le tocilizumab a réduit la probabilité de progression vers une ventilation mécanique, mais n'a pas amélioré la survie.
Toutefois, une autre étude baptisée REMAP-CAP sponsorisée en Grande-Bretagne par le NIHR, publiée le 7 janvier 2021, montre une réduction de la mortalité hospitalière à 28% contre 36% sans le produit et une réduction moyenne de une semaine de la durée d'hospitalisation des patients, et amène le régulateur britannique MHRA à autoriser provisoirement l'utilisation du produit en milieu hospitalier, éventuellement en complément de dexamethasone ou d'hydrocortisone.
Un essai Recovery mené à l’université d’Oxford, a fini son recrutement de 2094 patients le 24 janvier 2021. En février 2021, Martin Landray, a conclu de cet essai qu'utilisé avec des stéroïdes, comme la dexaméthasone, le tocilizumab réduit le risque de décès chez les patients gravement malades du Covid-19 . Les décès à 28 jours sont de 29% des patients hospitalisés contre 33% pour le groupe témoin.
Le 24 mai 2021, les nouveaux résultats d’actualisation de l'étude CORIMUNO-TOCI-1 sont publiés dans la même revue JAMA Internal Medicine La mortalité à J+90 est numériquement mais non significativement plus faible dans le groupe traité (11% vs. 18% ; HR=0.64 [0.25-1.65]. Une analyse post-hoc montre une interaction entre survie et taux de protéine C réactive avec, dans le groupe de patients dont la CRP est > 150 mg/L, une réduction de mortalité avec le tocilizumab (9% versus 35% ; HR=0.18 [0.04 to 0.89].
Le 6 juillet 2021, une méta-analyse de l’OMS de 27 essais contrôlés publiée dans le JAMA confirme un bénéfice de ces médicaments sur la survie.

### Dans les CAR-T Cells
Ce traitement est utilisé pour atténuer l'un des effets secondaires liés à l'injection de CAR-T Cells : le syndrome de relargage des cytokines.

## Effets secondaires
Les effets indésirables les plus fréquents du tocilizumab sont un risque d'infection bactérienne ou des problèmes hépatiques, voire des infections des voies respiratoires supérieures, dont les symptômes habituels sont les suivants : une toux, une obstruction nasale, un écoulement nasal, une angine et des maux de tête.
D’autres effets indésirables peuvent apparaître : des anomalies biologiques répondant aux ajustements de dose et aux traitements éventuels.
Des infections qui peuvent se traduire par :
- fièvre et frissons,
- vésicules dans la bouche ou sur la peau,
- douleur de l’estomac,
- maux de tête persistants.

De plus, le tocilizumab ne doit pas être utilisé chez les personnes pouvant présenter une hypersensibilité (allergie) à ce produit ou à l’un des excipients. Il ne doit pas être utilisé chez les patients qui ont une infection sévère ou active.
Les médecins doivent soigneusement surveiller l’apparition de signes d’infection pendant le traitement et doivent prescrire le tocilizumab avec prudence aux patients qui ont souffert d’infections récurrentes ou de longue durée ou de maladies pouvant augmenter le risque d’infections, comme la diverticulite ou le diabète.
Les vaccins vivants et atténués sont contre-indiqués sous tocilizumab.

### Ressources et notices
- Notices d'autorité :   - BnF (données)
  - IdRef
- Ressources relatives à la santé :   - ChEMBL
  - DrugBank
  - International Union of Pharmacology
  - National Drug File